# Homininae
Los homininos (Homininae) son una subfamilia de primates de la familia Hominidae. Incluye tanto al Homo sapiens y sus parientes extintos, como también a los gorilas y chimpancés. Por lo tanto comprende también a homínidos extintos como Australopithecus que, de acuerdo con las investigaciones genéticas, tuvieron hasta hace 7 millones de años antepasados comunes junto con los humanos, los chimpancés y los gorilas.
Hasta 1980, la familia Hominidae se consideraba integrada solo por los humanos y sus antepasados inmediatos, mientras que a los simios antropomorfos se les clasificaba en la familia de los póngidos. Los descubrimientos de la paleogenética impusieron la revisión de la clasificación, y la inclusión de los grandes simios y los humanos juntos en la familia Hominidae, la cual se divide en dos subfamilias, Ponginae (los orangutanes) y Homininae que se separaron hace 11 millones de años (Tortoniense, Mioceno tardío).

## Tribus
La subfamilia Homininae puede subdividirse en dos tribus con especies representantes vivos: Gorillini (gorilas) y Hominini (bonobos, chimpancés y humanos). También se incluye una tercera extinta llamada Dryopithecini. Sus relaciones filogenéticas son las siguientes: